# Guvernoratul Qalyubia
Guvernoratul Qalyubia (în arabă القليوبية) este o unitate administrativă de gradul I, situată  în  partea de est a Egiptului. Reședința sa este orașul Banha.